# تام بری (بازیگر)
تام بری (انگلیسی: Thom Barry؛ زادهٔ ۶ دسامبر ۱۹۵۰) هنرپیشه اهل ایالات متحده آمریکا است.
از فیلم‌ها یا برنامه‌های تلویزیونی که وی در آن نقش داشته‌است می‌توان به روز استقلال، آپولو ۱۳، سریع و خشمگین، هرج‌ومرج فضایی، ۲ سریع و ۲ خشمگین، مسئولیت انسان سفید، ایر فورس وان، رئیس‌جمهور آمریکا، کنگو، مقررات درگیری، پرونده سرد، ارواح میسیسیپی، آتش در ازای آتش، استیل، اره‌برقی تگزاس سه‌بعدی، و آقای چرچ اشاره کرد.